# جوهر ذهنی

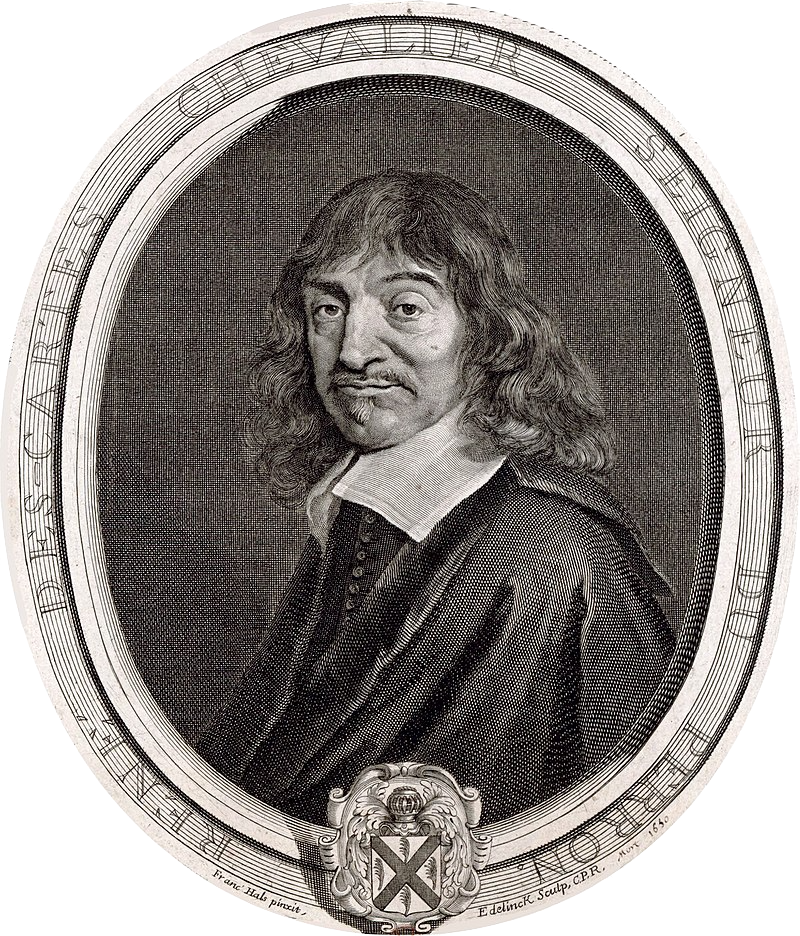
پرتره رنه دکارت، نیم تنه، سه چهارم رو به چپ در حاشیه بیضی شکل. [تصویر ثابت]: [چاپ

جوهر ذهنی (انگلیسی: Mental substance) با توجه به دوگانه‌گرایی ذهن و بدن و ایدئالیسم، یک جوهر غیر جسمی است که ذهن‌ها از آن تشکیل شده‌اند. این ماده اغلب به عنوان خودآگاهی شناخته می‌شود. ماده ذهنی مخالف با ماده‌باوری است که اعتقاد بر این است که آنچه که ما معمولاً به عنوان ماده ذهنی فکر می‌کنیم در نهایت ماده جسمی است (یعنی مغز).